# Pulau Waigeo
Pulau Waigeo är en ö i Indonesien.   Den ligger i provinsen Papua Barat, i den östra delen av landet, 2 700 km öster om huvudstaden Jakarta. Arean är 3,2 kvadratkilometer.
Terrängen på Pulau Waigeo är kuperad. Öns högsta punkt är 978 meter över havet. Den sträcker sig 48,6 kilometer i nord-sydlig riktning, och 124,8 kilometer i öst-västlig riktning.  I omgivningarna runt Pulau Waigeo växer i huvudsak städsegrön lövskog.